# Dělení akcií
Dělení akcií nebo štěpení akcií neboli SPLIT je rozmělnění jmenovité hodnoty akcie na více akcií, když součet jmenovitých hodnot těchto akcií odpovídá jmenovité hodnotě původní akcie.
Například jedna akcie Apple za 700 dolarů byla 9. června 2014 rozdělena na 7 akcií po 100 dolarech. Držitelé akcií mají stále stejnou hodnotu majetku, i když počet akcií je 7x větší. To umožní vstoupit na burzu a obchodovat s akciemi i drobným akcionářům s nevelkým kapitálem.
Tento postup je běžný i na pražské burze, v roce 2016 například došlo ke štěpení akcií Komerční banky v poměru 1:5. V českém právní řádu štěpení akcií upravují § 342 a 343 zákona o obchodních korporacích.